# 班达海

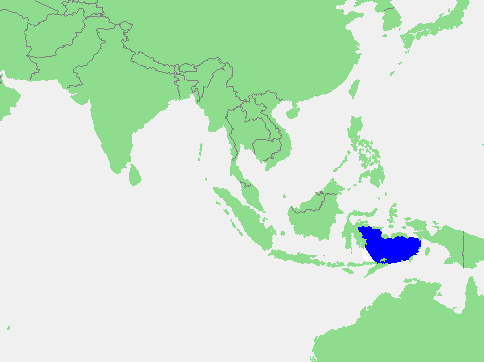
班达海的位置图（藍色部分）。

班达海（Banda Sea）在马来群岛东南，属於太平洋的一部分，位於哈馬黑拉海、塞兰海和数百个岛屿之間。班达海东西长1,000公里，南北长500公里；面积约47万平方公里，一般深四、五千米，最深处在卡岛（Kai）之西，达6400米；班达海含盐度33－34‰；四周多為火山岛、珊瑚礁。是印度尼西亚的内海。
靠近班达海的岛屿包括西面的苏拉威西岛，以及布鲁岛、安汶岛、塞兰岛、阿鲁群岛、塔宁巴尔群岛和帝汶岛，班达海内的岛屿则包括班达群岛。班达海沿岸地区布满岩石构成的小岛，船只难以航行，海洋的中部则相对安全。

## 班達海之板塊活動造島情況
在巽他海溝的東方，有帝汶海溝及阿魯海溝這兩個海溝位于帝汶島級塔寧巴島南邊，而阿魯海溝位于阿魯群島以西。這三個海溝全部位於印度-澳洲板塊的潛沒帶，而印度-澳洲板塊正在往北移。北移的印度-澳洲板塊折疊運動持續的帶來前弓形的沖積物，這些沖積物形成了帝汶島。
5°27′26″S 127°23′12″E / 5.45722°S 127.38667°E